# Ostafrikafeldzug
Als Ostafrikafeldzug werden die Kampfhandlungen während des Zweiten Weltkrieges in Ostafrika zwischen dem faschistischen Königreich Italien und dem britischen Empire bezeichnet, die im Juni 1940 mit italienischen Angriffen auf die benachbarten britischen Kolonien begannen und im November 1941 mit der Niederlage der Italiener in Italienisch-Ostafrika endeten. Truppen aus Britisch-Indien, Südafrika und den sonstigen britischen Kolonien in Afrika sowie der belgischen Force Publique kämpften unter dem Befehl des Middle East Command gemeinsam mit britischen, irregulären äthiopischen und freifranzösischen Einheiten gegen die Italiener und deren einheimische Hilfstruppen, unterstützt durch eine Kompanie deutscher Freiwilliger.

## Vorgeschichte
Mit dem Sieg über Kaiser Haile Selassie von Abessinien im Italienisch-Äthiopischen Krieg von 1935–1936 hatte der faschistische Diktator Benito Mussolini den lange gehegten italienischen Traum vom Africa Orientale Italiana oder Italienisch-Ostafrika neben dem erst kürzlich befriedeten Italienisch-Libyen verwirklicht. Im Bündnis mit dem nationalsozialistischen Deutschen Reich („Achse Berlin-Rom“ 1936) hoffte man, diese Positionen gegenüber den Konkurrenten Frankreich und Großbritannien festigen und ausbauen zu können. Im unmittelbaren Vorfeld des durch den deutschen Überfall auf Polen ausgelösten Zweiten Weltkrieges hatte man sich im Mai 1939 im „Stahlpakt“ noch enger an Deutschland gebunden.
Mit der britischen Evakuierung aus Dünkirchen und dem bevorstehenden Fall Frankreichs im Westfeldzug entfiel ein weiterer Grund für Italien, neutral zu bleiben. Am 10. Juni 1940 erklärte Mussolini Frankreich und Großbritannien den Krieg, ließ an der Alpengrenze Frankreich angreifen und britische Stützpunkte im Mittelmeer bombardieren.

### Militärische Ausgangslage
Neben den offensichtlichen Zielen Ägypten und Sudan (zur Gewinnung einer Landbrücke von Libyen nach Ostafrika) und der isolierten Enklave Britisch-Somaliland bildeten auch Britisch-Ostafrika (heutiges Kenia und Uganda) und Tanganjika verlockende Angriffsziele für die Italiener. Der Vizekönig in Ostafrika, Amadeus, 3. Herzog von Aosta, verfügte bei Kriegsbeginn über etwa 130.000 Mann, davon 100.000 einheimische Zwangsverpflichtete, die in vier Kommandobereiche aufgeteilt waren: je einer für Nord-, Süd- und Ostäthiopien sowie Südsomaliland. Die Größe des Landes und die Notwendigkeit zur Aufrechterhaltung der Kontrolle sowie zur Verteidigung der langen Grenze erforderten die Bemannung weit verstreut liegender Garnisonen durch kleine, meist einheimische Truppenkontingente mit italienischen Offizieren. Für den Kleinkrieg wurde auch auf irreguläre einheimische Truppen (italienisch Bande) zurückgegriffen. Größere Reserven existierten in zentralen Städten, darunter die Division Granatieri di Savoia aus dem Mutterland und die aus Kolonisten rekrutierte Division Cacciatori d’Africa. Verstärkungen durch Truppen und Nachschub aus dem Mutterland waren aufgrund der strategischen Lage Ostafrikas und der britischen Kontrolle der Seewege, insbesondere des Sueskanals, nach dem Kriegseintritt nicht zu erwarten.
Großbritannien verfügte demgegenüber zu Beginn des Krieges nur über wenige 10.000 Mann in den gefährdeten Kolonien. Die britischen Dominions und Indien waren jedoch 1939 an der Seite des Mutterlandes in den Krieg eingetreten und hatten eigene Expeditionskorps ausgerüstet und für den Einsatz in Übersee bereitgestellt. Teile dieser Truppen wurden ab Anfang 1940 im Nahen Osten auf einen möglichen Einsatz in Europa vorbereitet, andere sollten die afrikanischen Kolonien im Falle des Kriegseintritts Italiens verstärken. Aus Indien waren die für Ägypten vorgesehene 4. und 5. Division im Anmarsch, wo sich außerdem die australischen und neuseeländischen Truppen versammelten. In Ostafrika wurden zwei neue schwarzafrikanische Divisionen und die 1. südafrikanische Division aufgestellt. Des Weiteren wurde mit der Aufstellung von Verbänden aus äthiopischen Flüchtlingen begonnen. Auf diese Weise konnte das für die Briten bisher ungünstige Kräfteverhältnis bis zum Jahresende 1940 nahezu ausgeglichen werden.

## Anfangsphase der Kämpfe

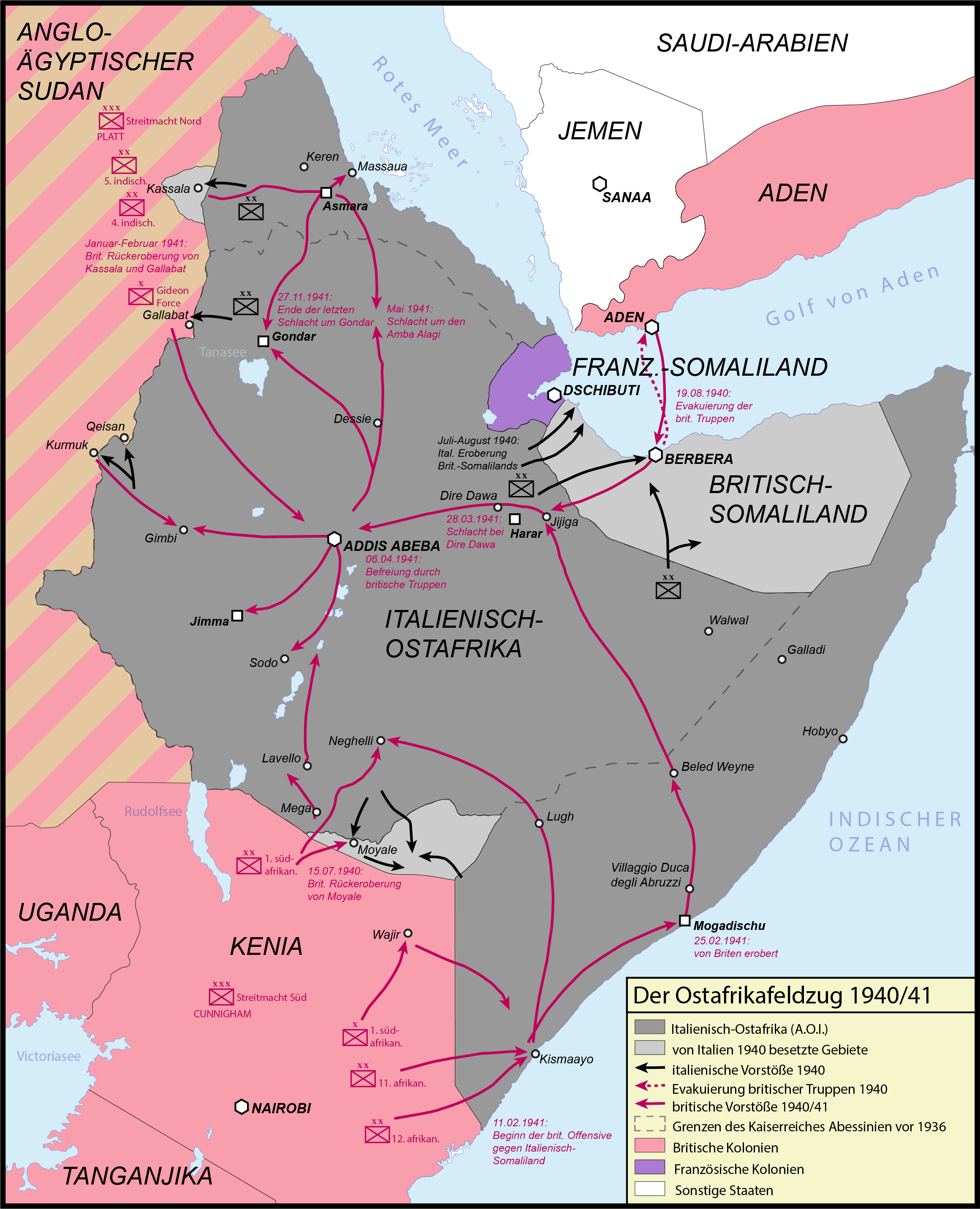
Der Ostafrikafeldzug 1940/41

Der italienische Generalstabschef Pietro Badoglio hatte den Vizekönig Amadeus, Herzog von Aosta, vor dem Ausbruch der Feindseligkeiten angewiesen, sich strikt defensiv zu verhalten. Lediglich bei einer günstigen Entwicklung der Kriegslage an anderen Fronten sollten offensive Operationen in Betracht gezogen werden.

### Sudan und Kenia
Aosta richtete sich auf einen schließlich zu erwartenden britischen Zangenangriff aus dem Sudan und Kenia ein. In der Zwischenzeit wurden lediglich kleinere italienische Vorstöße durchgeführt, die Italiener besetzten Kassala, Gallabat, Kurmuk und Qeisan an der Grenze zum Sudan sowie Moyale, Mandera, El Wak und Todenyang an der Grenze zu Kenia.

### Invasion Britisch-Somalilands
Ein offensichtliches Ziel für die Italiener war das nur schwach verteidigte und isolierte Britisch-Somaliland. Dem britischen Befehlshaber Brigadier Arthur Reginald Chater standen lediglich fünf Bataillone zur Verteidigung der Kolonie zur Verfügung. Nach dem Waffenstillstand Italiens mit Frankreich Ende Juni bestand jedoch im benachbarten Französisch-Somaliland (heutiges Dschibuti) weiterhin eine starke französische Garnison unter dem General Paul Legentilhomme, die sich im Falle eines italienischen Angriffs wahrscheinlich auf die Seite der Briten stellen würde. Erst Ende Juli klärte sich die Situation durch die Installierung des Vichy-treuen Generals Germain an Legentilhommes Stelle.

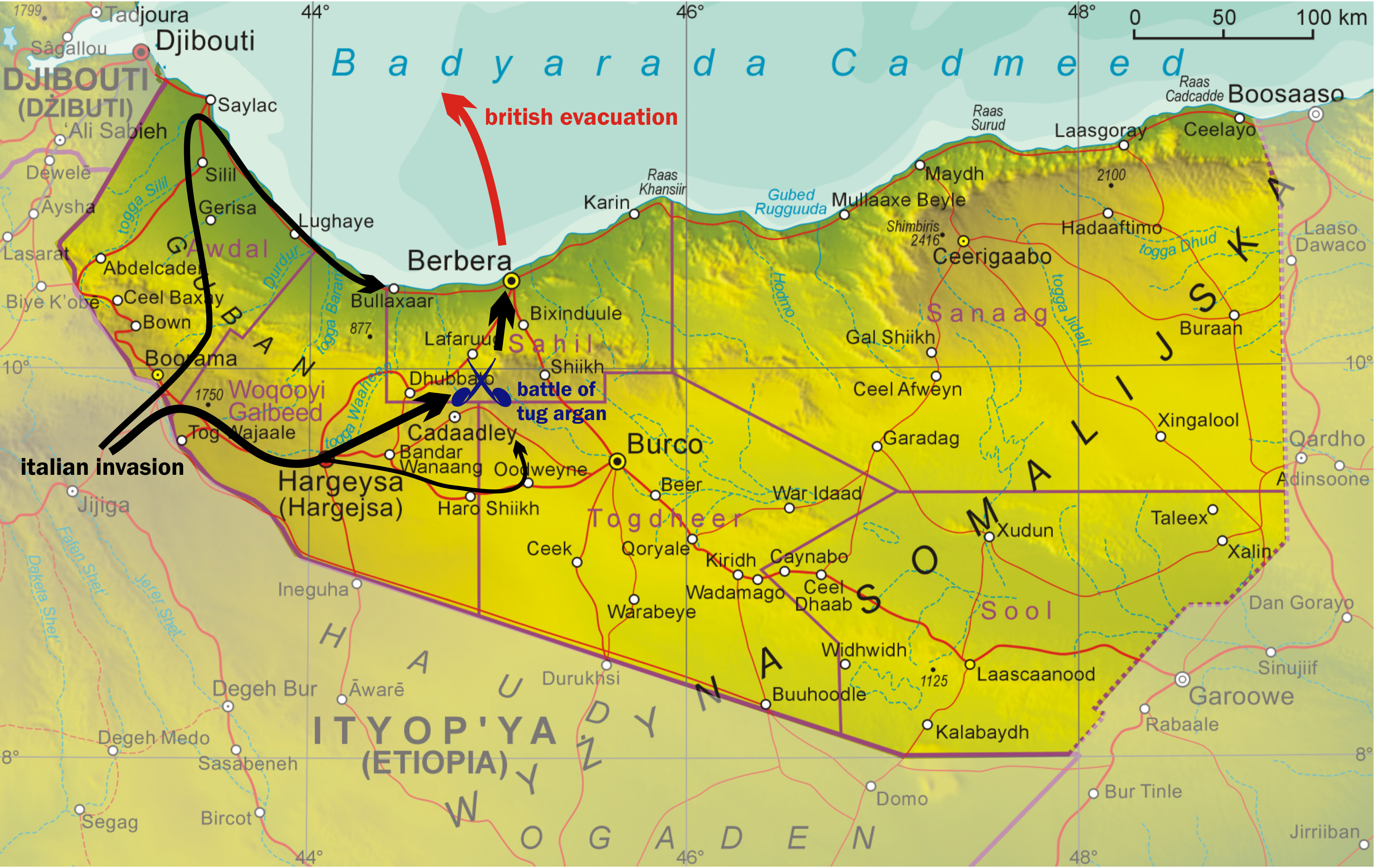
Italienische Invasion Britisch-Somalilands

Am 3. August 1940 begann der Befehlshaber des ostäthiopischen Kommandobereichs Generalleutnant Guglielmo Nasi mit 25.000 Mann die Invasion. Hauptziel war die Einnahme der Hafenstadt und Hauptstadt der Kolonie Berbera. Am 5. August wurde vom westlichen italienischen Flügel Zeila an der Grenze zu Französisch-Somaliland eingenommen, während die mittlere Kolonne Hargeysa einnahm. Der britische Kommandeur ersuchte daraufhin um Verstärkung, die aber nicht rechtzeitig eintraf.
Am 11. August übernahm Major-General Alfred Reade Godwin-Austen das Kommando über die britischen Truppen. Am gleichen Tag begann die Schlacht am Tug Argan, einem ausgetrockneten Flussbett in der Nähe von Adadle, über das die Straße von Hargeysa nach Berbera verläuft. Drei Tage später informierte Godwin-Austen seinen Vorgesetzten in Kairo General Henry Maitland Wilson, der zu der Zeit General Archibald Wavell vertrat, von der Aussichtslosigkeit des Kampfes und ersuchte um die Genehmigung zur Evakuierung seiner Kräfte, die am nächsten Tag erteilt wurde. Die Evakuierung aus Berbera war am 18. August abgeschlossen und am folgenden Tag drangen die Italiener in die Stadt ein.

### Mission No. 101 und Arbegnoch
Am 12. August 1940 überquerte der britische Oberst Daniel Sandford die sudanesisch-äthiopische Grenze nach Gojjam mit dem Auftrag, die dortige Bevölkerung für den Kampf gegen die Italiener zu gewinnen (Mission No. 101). Bereits zuvor war der entthronte Kaiser Haile Selassie aus Großbritannien nach Afrika zurückgekehrt und hatte sein Quartier Anfang Juli in Khartum aufgeschlagen, um seine Rückkehr nach Äthiopien vorzubereiten. Er begann mit britischer Hilfe mit der Rekrutierung äthiopischer Flüchtlinge und Exilanten zur Aufstellung einer Armee. Die Bezeichnung Arbegnoch (amharisch für „Patrioten“) wurde für diese Truppen, die von Major Orde Wingate organisiert wurden, und für die Guerillakämpfer in Äthiopien benutzt.
Nach der Ankunft der 5. indischen Division im Sudan im September erhielt der britische Befehlshaber im Sudan Lieutenant-General William Platt von Wavell den Auftrag, mit dieser die Rückeroberung Gallabats und anderer Grenzposten vorzubereiten.

### Konferenz von Khartum
Am 28. Oktober, dem Tag des italienischen Angriffs auf Griechenland, begann eine Konferenz in Khartum, an der der britische Kriegsminister Anthony Eden, der südafrikanische Premierminister Jan Christiaan Smuts, Kaiser Haile Selassie und die britischen Generäle Wavell, Platt, Douglas P. Dickinson und dessen designierter Nachfolger als Befehlshaber in Britisch-Ostafrika Alan Cunningham teilnahmen, um das weitere Vorgehen zu diskutieren. Wavell äußerte die Überzeugung, dass man nunmehr ausreichend Truppen zur Verteidigung besaß und bald zu offensiven Operationen übergehen könne. Platt schlug vor, nach der Rückeroberung Gallabats, die im November erfolgen sollte, mit Operationen gegen Kassala zu beginnen. Dickinson wollte in Kenia im Gebiet östlich des Turkana-Sees operieren, da er für einen Angriff auf Kismaayo nicht über genügend Ressourcen verfügte. Smuts sprach sich dafür aus, den Angriff auf Kassala mit Aktionen von Kenia aus zu verknüpfen, insbesondere um die von den Italienern in Südsomaliland ausgehende Bedrohung für Mombasa zu beseitigen. Eden schlug schließlich vor, die Offensive gegen Kassala für Januar 1941 einzuplanen und Vorbereitungen für einen gleichzeitigen Angriff aus Kenia zu treffen.

### Bis zur britischen Offensive

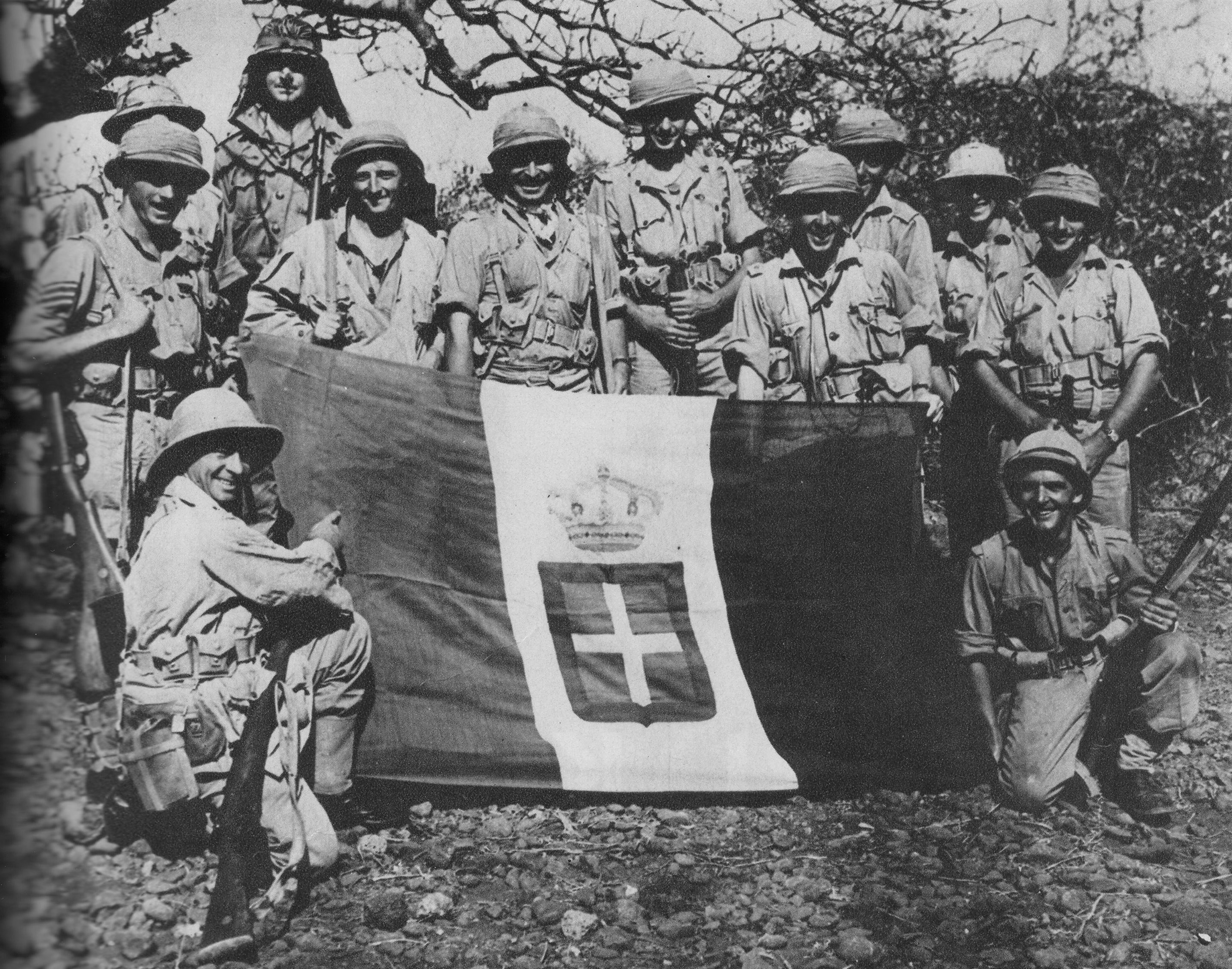
Britisch-südafrikanische Truppen mit erbeuteter italienischer Flagge im zurückeroberten Moyale 1941

Die Operation zur Rückeroberung Gallabats schlug im November nach Anfangserfolgen fehl. Allerdings begann sich die strategische Gesamtlage nach den verheerenden Niederlagen der Italiener in Griechenland und Ägypten (→ Operation Compass) zu ändern. Ab Mitte Dezember wurde die kampferprobte 4. indische Division (Noel Beresford-Peirse) aus Ägypten in den Sudan verschoben, um Platt ein offensives Vorgehen zu ermöglichen. An der Südfront wurde am 16. Dezember ein erfolgreicher Vorstoß auf El Wak an der somalischen Grenze unternommen. Dieser und ähnliche Vorfälle verunsicherten die Italiener zusehends. Mit Beginn des neuen Jahres verdichteten sich die Anzeichen, dass die Italiener Kassala freiwillig räumen würden. Aosta hatte mit Zustimmung Mussolinis entschieden, seine Verteidigung auf das vorteilhaftere Hochland von Abessinien zu beschränken und die Grenzposten aufzugeben. Er nahm dabei die ungünstigen Auswirkungen eines Rückzugs auf die Moral der einheimischen Truppen in Kauf.
Der Beginn der britischen Offensive aus dem Sudan wurde für den 19. Januar festgelegt.
Cunningham, der ursprünglich das Ende der Regenzeit abwarten wollte, fühlte sich ebenfalls zu einem offensiveren Vorgehen als geplant in der Lage und erhielt Ende Januar die Erlaubnis, seinen Angriff bis nach Kismaayo vorzutragen.
Die Aussicht, bald gegen einen deutschen Angriff auf Griechenland vorgehen zu müssen, veranlasste Wavell jedoch zur Vorsicht. Er untersagte Platt vorerst, seine Offensive auf Äthiopien auszudehnen und warnte ihn, dass ihm nach der Eroberung Eritreas wieder Truppen entzogen werden könnten. Cunningham erhielt die Erlaubnis, wenn möglich bis Mogadischu vorzustoßen, wurde aber ebenfalls gewarnt, dass die 1. südafrikanische Division bald anderweitig Verwendung finden könnte.

## Die britische Offensive gegen Italienisch-Ostafrika

### Feldzug gegen Eritrea

Der Feldzug gegen Eritrea

Am 19. Januar 1941 überschritten die beiden indischen Divisionen Platts die Grenze zu Eritrea. Die Italiener hatten Kassala bereits geräumt und zogen sich ins Landesinnere zurück. Wavell befahl daraufhin Platt, nachzustoßen, um wenn möglich Asmara, die Hauptstadt der Provinz, zu erreichen. Gegen Monatsende kam es zu Gefechten um Agordat und Barentu, an denen auch die Deutsche Freiwillige Motorisierte Kompanie in Eritrea beteiligt war.
Anfang Februar begann in den Bergen nordwestlich von Asmara die zweimonatige Schlacht von Keren, in der der Widerstand der von Nicolangelo Carnimeo geführten Truppen, darunter Teile der Savoia-Division, nach schweren Kämpfen überwunden wurde. Am 1. April kapitulierte Carnimeo, eine Woche später wurde die Hafenstadt Massaua, Heimathafen der italienischen Flottille im Roten Meer, besetzt. Deren sechs Zerstörer hatten zuvor noch einen verzweifelten Angriff auf Port Sudan unternommen, wobei sie von britischen Flugzeugen versenkt oder von den eigenen Besatzungen selbstversenkt wurden, um nicht in britische Hände zu fallen. Einem italienischen Motortorpedoboot gelang ein Torpedotreffer auf dem Kreuzer HMS Capetown. Am 8. April kapitulierte Konteradmiral Mario Bonetti mit über 9.000 Mann und über 100 Geschützen.
Der Befehlshaber des italienischen Nordkommandos Luigi Frusci hatte sich mit Überresten seiner Truppen nach Süden zurückgezogen. Ihm folgte die 5. indische Division, während die 4. Division nach Nordafrika abgezogen wurde.
Am 11. April hob US-Präsident Roosevelt die Erklärung des Roten Meeres und des Golfs von Aden zum Kriegsgebiet auf. Dies erlaubte es neutralen amerikanischen Schiffen, diese Route (die zum Sueskanal führt) wieder zu befahren.
Französisch-Somaliland unterlag dagegen seit Ende März einer britischen Blockade, die die Vichy-treuen Truppen dazu bringen sollte, sich den Forces françaises libres anzuschließen. Diese wurde bis zum März 1942 mehr oder weniger effektiv aufrechterhalten.

### Feldzug in Somaliland und Südäthiopien

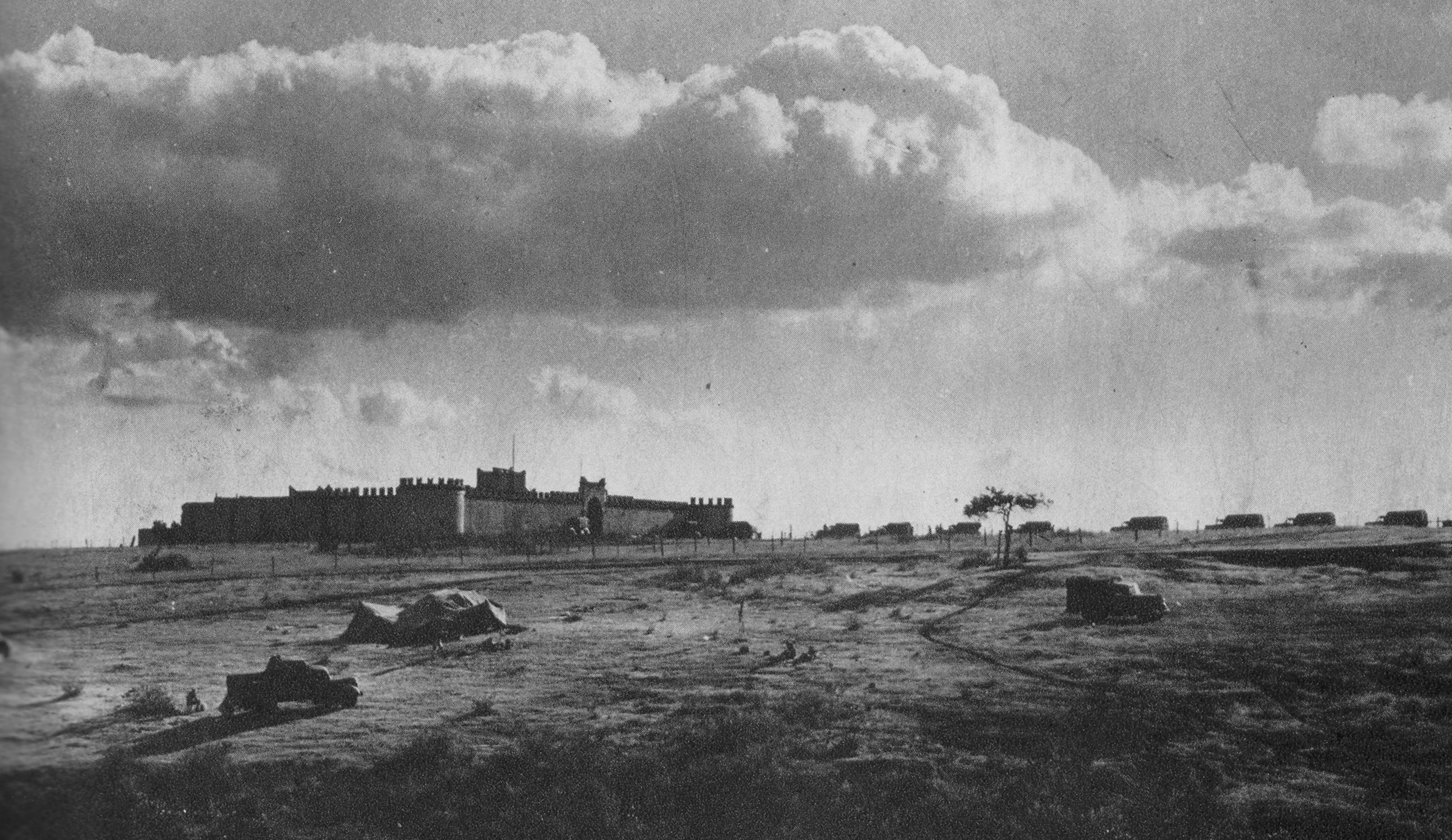
Fort Mega, Äthiopien, vor dem südafrikanischen Angriff

Ende Januar/Anfang Februar 1941 begann der Feldzug Cunninghams über die kenianische Grenze. Er verfügte über drei Divisionen: die 1. südafrikanische unter George Brink und die 11. und 12. afrikanische. Die 1. südafrikanische Division griff Moyale an, während die beiden afrikanischen Divisionen nach Somalia einmarschierten. Ihr erstes Ziel war die Einnahme des Hafens Kismaayo, um anschließend den Juba zu überqueren und auf Mogadischu vorzustoßen. Der italienische Widerstand brach schnell zusammen und am 25. Februar wurde Mogadischu erreicht.
Aosta wies daraufhin den örtlichen italienischen Befehlshaber Carlo De Simone an, sich mit seinen verbleibenden Truppen nach Jijiga zurückzuziehen. Von dort zogen sie sich Ende März weiter ins Gebirge in Richtung Harar und Dire Dawa zurück.
Am 16. März begann die Operation Appearance, eine seegestützte Landungsoperation gegen Britisch-Somaliland. Zwei indische Punjab-Bataillone, die im Vorjahr zu den Verteidigern Britisch-Somalilands gehört hatten, wurden von Aden aus durch die Force D der Royal Navy übergesetzt und nahmen Berbera ohne Gegenwehr ein. Am 20. März wurde auch Hargeysa befreit. Die Operation erleichterte die Versorgung der von Süden vorrückenden Truppen Cunninghams über den Hafen Berbera beträchtlich.
Am 6. April wurde nach einer Kampagne von acht Wochen, während der über 2700 Kilometer zurückgelegt wurden, von den Briten Addis Abeba ohne Gegenwehr eingenommen.

### Gideon Force

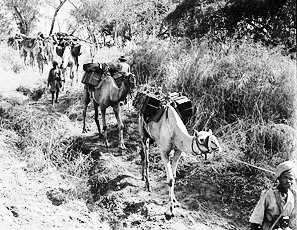
Äthiopische Truppen, Ende Januar 1941

Haile Selassie überschritt am 20. Januar in Begleitung der von Wingate aus äthiopischen Freiwilligen und Teilen der Sudan Defence Force aufgestellten Gideon Force die Grenze nach Äthiopien und bezog zunächst die vorgeschobene Basis Sandfords am Berg Belaya. Sandford wurde ihm als politischer und militärischer Berater zugeteilt, der oberste politische Berater Wavells Philip Mitchell übernahm die vorläufige Administration der befreiten Gebiete.
Wingate wandte mit seiner weniger als 2.000 Mann umfassenden Truppe erfolgreich Guerillataktiken an, um die Italiener aus dem Gebiet zu vertreiben und den Weg für den Einzug des Kaisers in Addis Abeba zu öffnen. Am 4. April wurde die von einer Gruppe von Forts geschützte Provinzstadt Debre Markos eingenommen, nachdem sich die Italiener zurückgezogen hatten. Der lokale Machthaber Ras Hailu Tekle Haymanot, der bisher die Italiener unterstützt hatte, wechselte zu diesem Zeitpunkt die Seiten. Am Tag des Falls von Addis Abeba hielt der Kaiser seinen Einzug in Debre Markos und am 5. Mai betrat er die Hauptstadt.
Ein weiterer großer Erfolg gelang Wingate Ende Mai, als er Oberst Maraventano mit über 8.000 Mann zur Aufgabe überredete.

### Schlacht um den Amba Alagi

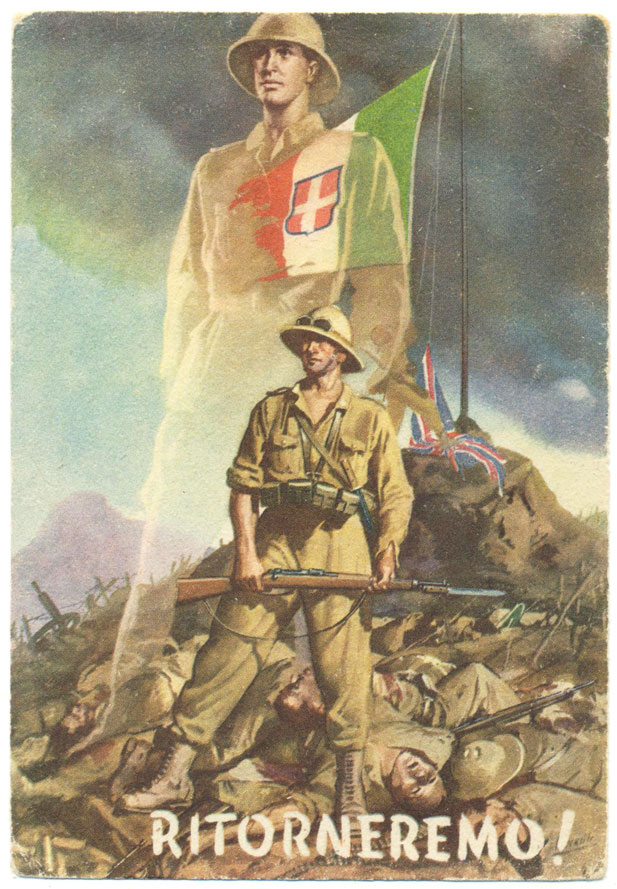
Italienisches Propagandaplakat

Der Herzog von Aosta hatte am 3. April aufgrund der aussichtslos erscheinenden Lage mit einigen Truppen Addis Abeba nach Norden verlassen, um sich mit den Resten von General Fruscis Truppen zu vereinigen und am Berg Amba Alagi zu einem letzten Gefecht zu stellen. Das Angebot Cunninghams, den Kampf aufzugeben, um die Sicherheit der italienischen Zivilisten gegen Übergriffe gewährleisten zu können, lehnte er ab.
Die 1. südafrikanische Brigade unter Dan Pienaar hatte sich eine Woche nach der Einnahme Addis Abebas nach Norden gewandt, um in Verbindung mit Platts Truppen die Straße zwischen Addis Abeba und Asmara zu räumen. Wenig später nahm sie die wichtige Stadt Dese, wobei über 8.000 Gefangene gemacht wurden, zum Großteil Angehörige der Division Cacciatori d'Africa.
Die etwa 7.000 Italiener unter Aosta und Frusci hielten am Amba Alagi einer Übermacht der von Norden und Süden vorrückenden Inder und Südafrikaner zwei Wochen lang stand, bis sie am 19. Mai kapitulierten.

### Weitere Operationen
Nach dem Ende dieser Schlacht verblieben nur noch isolierte Gruppen italienischer Truppen in Äthiopien, darunter als wichtigste eine in der Provinz Galla-Sidamo im Südwesten unter General Pietro Gazzera und eine in Amara im Nordwesten unter General Nasi. In der eritreischen Hafenstadt Assab hielt sich noch eine kleine italienische Garnison. Die beiden schwarzafrikanischen Divisionen wurden von den Briten als ausreichend angesehen, gegen diese vorzugehen und sowohl die südafrikanische als auch die verbliebene indische Division für andere Verwendungen abgezogen.
Von Addis Abeba aus marschierten die afrikanischen Truppen Cunninghams durch schwieriges Gelände und bei einsetzender Regenzeit nach Süden und erreichten Mitte Mai Shashemene. Obwohl Gazzera noch über rund 40.000 Mann verfügte, war die Moral seiner Truppen gebrochen. Die Provinzhauptstadt Jimma wurde am 21. Juni kampflos besetzt. Gazzera kapitulierte schließlich am 6. Juli im Westen der Provinz gegenüber dem belgischen General Auguste-Éduard Gilliaert.
Im Nordwesten des Landes operierten bis zur Kapitulation Gazzeras hauptsächlich Patrioten, angeleitet durch britische Offiziere, sowie Teile der Sudan Defence Force. Debre Tabor wurde seit April von ihnen belagert und kapitulierte am 6. Juli nach schweren Luftangriffen. Noch deutlich länger wurde der Wolchefit-Pass belagert, dessen Befehlshaber Oberst Gonella am 27. September aufgab. Inzwischen war am 15. September das neue East Africa Command unter General Platt eingerichtet worden, der die weiteren Operationen koordinierte. Der finale Angriff auf Gondar wurde von ihm auf November, nach dem Ende der Regenzeit, angesetzt. Nasi kapitulierte am 27. November nach der Schlacht von Gondar. Damit war der Ostafrikafeldzug beendet.
Verbliebene italienische Kräfte führten noch bis zum Waffenstillstand mit den Alliierten 1943 eine Guerillakampagne in Ostafrika, angeführt von Offizieren wie Amedeo Guillet und Francesco De Martini.

## Folgen
Der äthiopische Herrscher konnte auf seinen Thron zurück und Äthiopien war das erste Land das von der Besatzung unter den Achsenmächten befreit wurde. Mussolinis wichtigster Erfolg, die Eroberung Äthiopiens, war rückgängig gemacht worden und über 100.000 italienische Soldaten gerieten in Kriegsgefangenschaft. Für die Vereinigten Staaten war das Rote Meer kein Kriegsgebiet mehr und amerikanische Schiffe konnten wieder nach Suez fahren, den britischen Streitkräften Nachschub liefern und den Druck auf britische Schiffstransporte verringern. Auch die Westküste des Indischen Ozeans war wieder frei von Achsenmächten.
Französisch-Somaliland wurde im Dezember 1942 von freifranzösischen Truppen übernommen. Eritrea blieb zunächst unter britischer Verwaltung und wurde nach dem Ende des Zweiten Weltkriegs Teil Äthiopiens. Es erlangte 1993 nach einem knapp dreißigjährigen Bürgerkrieg seine Unabhängigkeit. Italienisch-Somaliland blieb bis 1949 unter britischer Kontrolle, als es durch die Vereinten Nationen italienischer Treuhänderschaft unterstellt wurde. Es wurde 1960 durch Zusammenschluss mit Britisch-Somaliland als Somalia unabhängig.